# Pierre Lamaison
Pour les articles homonymes, voir Lamaison.
Pierre Lamaison (1948-2001), anthropologue et historien français, spécialiste des sociétés rurales européennes, pionnier de l’utilisation de l’informatique dans le traitement des données généalogiques et démographiques s’est également intéressé au processus créatif dans la poésie et les arts plastiques. Il est le neveu de Pierre E. Lamaison, éditeur-illustrateur et d'Henri Lamaison, ingénieur de l'École Polytechnique.

## Principaux travaux
- Les stratégies matrimoniales en Lozère

À partir de la géologie, discipline dans laquelle il obtient une maîtrise, Pierre Lamaison s’oriente vers l’ethnologie rurale, domaine où se sont imposés dans les années 1960 les travaux et la personnalité d’Isac Chiva qu’il rencontre en 1976 quelques mois avant de soutenir sa thèse de 3ème cycle à l’Université Paris-Descartes . Le travail de terrain et les dépouillements d’archives menés en Lozère avec Élisabeth Claverie leur permettent de faire émerger une nouvelle vision des stratégies matrimoniales en milieu rural . La violence physique et morale y apparait comme largement utilisée par les familles pour imposer à leurs descendantes et descendants les alliances nécessaires à la conservation de leur patrimoine. Le maintien du niveau de revenu familial, aussi médiocre soit-il dans cette région de pauvreté endémique, peut aussi amener les chefs de famille à se « débarrasser » des bouches inutiles. Le procédé de la « serrade », qui consiste à coincer et étouffer un vieillard derrière la lourde porte de la ferme, semble d’une efficacité redoutable, tout comme l'infanticide largement répandu dans la France du XIXe siècle . 
Après avoir innové dans l’emploi de l’outil informatique Pierre Lamaison innove dans la communication de ses résultats. Il imagine, avec les hommes de télévision que sont Pierre Dumayet et Hervé Baslé, de produire un documentaire sur la présentation du fruit de ses travaux aux habitants de Ribennes (Lozère). Ce documentaire, présenté sur FR3 en 1979, montre la perplexité des habitants devant la crudité des stratégies matrimoniales et patrimoniales qui leur sont ainsi révélées. 
- La construction de la civilisation européenne

Au début des années 1990, Pierre Lamaison avec le concours de Pierre Vidal-Naquet réunit et dirige une équipe d'une trentaine de chercheurs parmi lesquels Jean-Paul Demoule, archéologue, des historiens comme Jean Bérenger, Yves Lemoine, Claude Mossé et aussi Pierre Gibert, théologien, Dominique Lecourt et Pierre Pellegrin, philosophes, en vue de la publication de l'Histoire de la civilisation occidentale : Généalogie de l'Europe de la Préhistoire au XXe siècle (Hachette Livre, 1994). Cet ouvrage original propose, à travers 80 tableaux généalogiques associés à plus d'une centaine de cartes en couleurs, des clés pour comprendre des phénomènes de longue durée dispersés sur ce territoire qui forme l'Europe actuelle. Le terme de généalogie est utilisé dans son sens littéral avec des dizaines de schémas de dynasties princières ayant régné sur toutes les régions du continent. Les auteurs voient aussi la généalogie comme une métaphore de la filiation culturelle .

## Responsabilités
- En 1980, P. Lamaison collabore activement aux travaux du Conseil et de la Mission du Patrimoine Ethnologique dont il devient l’un des premiers chargés de mission.
- Entré au CNRS en 1981 en tant que chargé de recherche il rejoint le Laboratoire d'anthropologie sociale alors dirigé par Françoise Héritier, directrice d’études à l’EHESS. Celle-ci, élue en 1982 à la chaire d’anthropologie du Collège de France, conserve sa direction d’étude et, en 1983, fait accéder Pierre Lamaison à la fonction de directeur-adjoint du Laboratoire, responsabilité transmise en 1991 à Élisabeth Copet-Rougier.
- Il est nommé codirecteur de la revue Études Rurales en 1991 et en assure la responsabilité rédactionnelle pendant 4 ans.

## Publications
La liste complète des publications et travaux de Pierre Lamaison peut être consultée sur IdRef lire en ligne.

### Ouvrages et articles
- Pierre Lamaison, Élisabeth Claverie, L'impossible mariage. Violence et parenté en Gévaudan, XVIIe, XVIIIe et XIXe siècles, Collection La mémoire du temps, Paris, Hachette, 1982 (réédition, 1987), 363 p.  (ISBN 2-01-006518-2).
- Pierre Lamaison, Ethnologie et protection de la nature, Pour une politique du patrimoine ethnologique des parcs naturels, Rapport au ministère de l´Environnement. Avec la collaboration de Denis Chevallier, Paris, EHESS, Coll. Recherches d’histoire et de sciences sociales, Vol. 6, 1983, 76 p.   (ISBN 2-7132-0820-3).
- Pierre Lamaison, Marion Selz-Laurière, « Généalogies, alliances et informatique », Terrain, n°4, mars 1985, p. 3-14. Lire en ligne sur Open Edition.
- Pierre Bourdieu, Pierre Lamaison, « De la règle aux stratégies : entretien avec P. Bourdieu », Terrain, n°4, mars 1985, p. 93-100. Lire en ligne sur Open Edition.
- Pierre Lamaison et Claude Lévi-Strauss, « La notion de maison », Terrain, n°9, octobre 1987, p. 34-39. Lire en ligne sur Open Edition.
- Pierre Lamaison et Jacques Cloarec, « Débat : Les sociétés exotiques ont-elles des paysages ? », Études rurales, nos 121-124,‎ 1991, p. 151-158 (www.persee.fr/doc/rural_0014-2182_1991_num_121_1_3316 )
- Pierre Lamaison (dir., auteur), Pierre Vidal-Naquet (conseiller historique), Généalogie de l'Europe : De la préhistoire au XXe siècle, Paris, Hachette, 1994  (ISBN 2-01-015072-4). Réédité sous le titre Généalogie de l'Europe : Atlas de la civilisation occidentale, Paris, France-Loisirs, 1995,  (ISBN 2-7242-8528-X).
- Pierre Lamaison, « Des trous dans le réel », Connexions implicites, École Nationale Supérieure des Beaux-Arts, 1997.
- Pierre Lemaison, « Le dévoilement », Études rurales, nos 145-146,‎ 1997, p. 35-43 (DOI 10.3406/rural.1997.3596 )

### Audiovisuel
- Hervé Baslé (Réal.), Élisabeth Claverie, Pierre Dumayet, Pierre Lamaison (Prod.), « Ribennes », FR3, 4 et 11 février 1979 [5]. Rediffusion partielle sous le titre « La cohabitation parents-enfants mariés en milieu agricole », FR3, 7 mars 1981 (voir sur ina.fr).
- Ethnologie du nucléaire, Six émissions sur France Culture avec Michel Treguer (1999).